# Edouard Fachleitner
Edouard Fachleitner (* 24. Februar 1921 in Santa Domenica d'Albona (Sveta Nedelja (Istrien)), Italien; † 18. Juli 2008 in Manosque, Frankreich) war ein französischer Radrennfahrer mit österreichischen und italienischen Wurzeln.

## Werdegang
Edouard Fachleitner, Sohn eines in Frankreich eingebürgerten Österreichers, wurde in Santa Domenica d'Albona in Istrien geboren und nahm am 24. Juni 1939 die französische Staatsangehörigkeit an. Seine Profi-Karriere erstrecke sich von 1943 bis 1952. Seine größten Erfolge feierte er nach dem Zweiten Weltkrieg. 1947 wurde Fachleitner hinter Jean Robic Zweiter der Tour de France und entschied dabei die elfte Etappe in Marseille für sich. 
Auch vorher und danach erzielte Edouard Fachleitner gute Platzierungen. So gewann er unter anderem 1945 den G.P Circuit d'Armagnac sowie 1946 das Criterium Aix-en-Provence und Ajaccio-Basta. 1948 folgte der Sieg im Critérium du Dauphiné Libéré und 1950 gewann der Hirte von Manosque, wie er auch genannt wurde, den G.P. de Cannes und die Tour de Romandie vor Hugo Koblet.